# GZA
Gary Grice, (Brooklyn, New York, 1966. augusztus 22.) művésznevén GZA egy amerikai rapper, a Wu-Tang Clan egyik tagja. 1990-ben társaival, Robert Diggs-szel (RZA) és Russell Jones-szal (Ol' Dirty Bastard)-dal együtt alapított egy Force of the Imperial Master (FOI) nevű rapegyüttest. 1991-ben jelent meg első albuma Words from the Genius címen.

## Diszkográfia

### Stúdióalbumok
- Words from the Genius (1991)
- Liquid Swords (1995)
- Beneath the Surface (1999)
- Legend of the Liquid Sword (2002)
- GrandMasters (2005)
- Pro Tools (2008)

### Kislemezek
- Come Do Me (1991)
- Words From a Genius (1991)
- Who's Your Rhymin' Hero (1991)
- Pass the Bone (1991)
- I Gotcha Back (1995)
- Liquid Swords (1995)
- Cold World (1995)
- Shadowboxin (1996)
- Crash Your Crew (1999)
- Breaker, Breaker (1999)
- Knock, Knock (2002)
- Fame (2002)
- General Principles (2005)